# Estados Unidos nos Jogos Paralímpicos de Verão de 1968
Estados Unidos participou dos Jogos Paralímpicos de Verão de 1968, que foram realizados na cidade de Tel Aviv, em Israel, entre os dias 4 e 13 de novembro de 1968.
A delegação encerrou a participação com 99 medalhas, das quais 33 de ouro.